# Congreso Social Obrero
El Congreso Social Obrero fue una organización mutualista, laica, heterogénea y policlacista chilena, creada en 1900 a partir de artesanos, obreros y mineros del salitre. Pese a jugar un papel más pasivo en las luchas sociales del Chile de inicios del siglo XX, permitió la posterior emergencia del movimiento sindical, más activo y dinámico en la lucha de clases.
Este Congreso llevó una activa vida gremial y se reunió en convenciones bienales, donde se discutían peticiones de leyes de trabajo y medidas para mejoras en la calidad de vida de los trabajadores. Entre sus peticiones estuvo abolir el impuesto al ganado argentino, para abaratar los costos de vida; apoyar la educación primaria obligatoria; restricciones a la inmigración; protección aduanera para la industria nacional, y promulgación de leyes laborales. De este modo, absorbió buena parte del programa político del Partido Demócrata, fundado en 1887.
Para 1900, contaba con unas 169 Sociedades de Obreras Mutualistas con unos diez mil socios. Comenzó a disminuir sus actividades públicas en 1908, producto de la Matanza de la Escuela Santa María de Iquique de 1907, reduciéndose a una organización provincial santiaguina. Sin embargo, seguía activo al menos hacia 1930, con Sixto Rojas Acosta como su Presidente desde Iquique.

## Antecedentes históricos
El Congreso Social Obrero se creó en una época de auge de las Sociedades de Obreras Mutualistas, de espíritu laico, las que intentaron ser unificadas por otras entidades tales como la Unión Católica de Chile (1883), de corte católico; la Liga de Sociedades Obreras de Valparaíso, (1888); la Confederación de Sociedades Unidas de Santiago, y otros grupos de diversas provincias del país. En 1900, los mutualistas laicos consiguieron unificarse en el llamado Congreso Social Obrero.